# 櫻花色的歎息
《櫻花色的歎息》是日本漫畫家森永牛奶創作的日本漫畫作品。於《百合姉妹》跟《Comic百合姬》同時刊載，2006年在一迅社出版第1卷單行本。之後於《Comic High!》Vol.78至Vol.82再度新連載5話短篇，2012年集結成冊，加入未收錄作品和新作的修訂版，由双葉社同時發行新裝版全2卷。
以主角奈奈與小瞳的故事為中心點展開的短篇形式作品。漫畫後記有作者的百合作品起源的解說和介紹。

## 劇情簡介
奈奈與小瞳是兩位從小一起長大的好朋友，彼此約定高中也要同校，然而小瞳卻跑去別的高中就讀，導致兩人就此不再相遇。
在這段時間裡，奈奈發現自己已經被小瞳所吸引，半年後在路上遇到對方，心中對她的思念終於爆發，對小瞳告白自己的心情，而小瞳也以同樣的心情回應她，兩人便開始交往，但是這條愛情路上卻危機重重。

## 各話列表
櫻花色的歎息、一迅社
- 全1卷
  - 1. 即使不是朋友（ともだちじゃなくても）
  - 2. 距離天堂最近的夏天。（天国に一番近い夏。）
  - 3. 吻與戀愛與王子（キスと恋と王子様）
  - 4. 這份戀愛總有一天。（いつかのこのこい。）
  - 5. 口中櫻桃（くちびるにチェリー）
  - 6. 若親吻無名指（くすりゆびにキスしたら）
  - 7. 真心話（ホントのキモチ。）

櫻花色的歎息、双葉社（新裝版）
- 第1卷
  - 1. 即使不是朋友（ともだちじゃなくても）
  - 2. 距離天堂最近的夏天。（天国に一番近い夏。）
  - 3. 吻與戀愛與王子（キスと恋と王子様）
  - 4. 這份戀愛總有一天。（いつかのこのこい。）
  - 5. 若親吻無名指（くすりゆびにキスしたら）
  - 6. 巧克力、親吻親吻（チョコレート キスキス）
  - 7. 向月亮許願（月に願いを）
- 第2卷
  - 8. 秘密情侶（ないしょの恋人）
  - 9. 同班同學（クラスメイト）
  - 10. 暴風雨前夕（嵐の前）
  - 11. 認真離家出走（本気の家出）
  - 12. 我們的故事（わたしたちの物語）
  - 13. 口中櫻桃（くちびるにチェリー）
  - 14. 真心話（ホントのキモチ。）

## 出版書籍
舊版
| 集數 | 一迅社        | 一迅社             |
| 集數 | 發售日期      | ISBN               |
| ---- | ------------- | ------------------ |
| 全   | 2006年1月18日 | ISBN 4-75-807001-6 |

新裝版
| 集數 | 雙葉社        | 雙葉社                 | 東立出版社     | 東立出版社             |
| 集數 | 發售日期      | ISBN                   | 發售日期       | ISBN                   |
| ---- | ------------- | ---------------------- | -------------- | ---------------------- |
| 1    | 2012年4月12日 | ISBN 978-4-57-584058-2 | 2013年12月25日 | ISBN 978-986-337-477-0 |
| 2    | 2012年4月12日 | ISBN 978-4-57-584059-9 | 2014年1月25日  | ISBN 978-986-337-478-7 |